# أنت وأنا ودوبري (فلم)
أنت وأنا ودوبري فيلم كوميدي أمريكي إنتاج 2006، تدور أحداثة حول استضافة كارل (مات ديلون) موظف بشركه عقاريه وزوجته مولي (كيت هدسون) ابنة مدير الشركة، لصديقهم راندولف دوبري (أوين ويلسون) في منزلهم بعد أن خسر عملة وشقته.

## وصلات خارجية
- أنت وأنا ودوبري على موقع IMDb (الإنجليزية)
- أنت وأنا ودوبري على موقع ميتاكريتيك (الإنجليزية)
- أنت وأنا ودوبري على موقع روتن توميتوز (الإنجليزية)
- أنت وأنا ودوبري على موقع نتفليكس (الإنجليزية)
- أنت وأنا ودوبري على موقع قاعدة بيانات الأفلام العربية
- أنت وأنا ودوبري على موقع ألو سيني (الفرنسية)
- أنت وأنا ودوبري على موقع Turner Classic Movies (الإنجليزية)
- أنت وأنا ودوبري على موقع أول موفي (الإنجليزية)
- أنت وأنا ودوبري على موقع بوكس أوفيس موجو (الإنجليزية)
- أنت وأنا ودوبري على موقع فيلمافينيتي (الإسبانية)

1. ↑  "معلومات عن أنت وأنا ودوبري (فيلم) على موقع dfi.dk". dfi.dk. مؤرشف من الأصل في 2019-12-09. {{استشهاد ويب}}: |archive-date= / |archive-url= timestamp mismatch (مساعدة)
2. ↑  "معلومات عن أنت وأنا ودوبري (فيلم) على موقع elfilm.com". elfilm.com. مؤرشف من الأصل في 2017-07-20.
3. ↑  "معلومات عن أنت وأنا ودوبري (فيلم) على موقع the-numbers.com". the-numbers.com. مؤرشف من الأصل في 2019-09-04.